# Agnesschwestern
Die Agnesschwestern, offizieller Name Schwesternvereinigung von der heiligen Agnes, war eine römisch-katholische Schwesternvereinigung, die 1919 von Berta Heiß in Wien gegründet wurde.
Die Frauen der Vereinigung waren keine Ordensfrauen, sie trugen eine einfache Tracht. Sie waren in der Fürsorge für Kinder und Jugendliche tätig. Das Mutterhaus stand in Wien. Die Gemeinschaft bestand bis 1990.
Berta Heiß (* 13. Jänner 1875 in Wien; † 27. Mai 1948 in Wien) gründete die Agnesschwestern gemeinsam mit dem Priester Karl Handloss. Mitbegründer war auch der Kirchenrechtler Franz Arnold.